# Casa Abadal
La casa Abadal és un edifici d'Arenys de Mar (Maresme) protegit com a bé cultural d'interès local.

## Descripció
És una casa de tres plantes amb totes les obertures emmarcades amb pedra. Hi ha un gran portal d'arc de mig punt dovellat. Respon al tipus corrent de la localitat de casa per a les classes acomodades de l'època.
És un xic més alta que la contigua del número 7. Presenta teulada a dues aigües, perpendicular a la façana. Les finestres són petites i de pedra.

## Història
És una casa típica del segle xvii, important per l'arc de mig punt que encara es conserva a la planta baixa i que no ha estat enderrocat com el que hi havia a la casa del costat, que era igual.
El carrer d'Avall, paral·lel a la costa, és un del més antics de la població i potser el més llarg. Des d'època de Carles III fins a l'any 1960 va servir de Camí Reial, i per això no és estrany que es construïssin les cases acomodades de la vila.